# Johann Theodor Römhildt
Johann Theodor Römhildt (né le 23 septembre 1684 à Salzungen - décédé le 26 octobre 1756 à Mersebourg) est un compositeur baroque allemand.

## Biographie
Johann Theodor était le fils du vicaire Johann Elias Roemhildt et de Johanna Elisabetha, fille du pasteur G. Christian Silchmüller de Gumpelstadt. Il a sans doute reçu ses premières leçons de musique de son père. Roemhildt a étudié à Ruhla encore enfant avec Johann Jacob Bach, puis à partir de l'âge de treize ans à la Thomasschule zu Leipzig, avec Johann Schelle et Johann Kuhnau. Là, il a eu comme compagnons Christoph Graupner, Johann Friedrich Fasch et Johann David Heinichen. En 1705, Roemhildt est entré à l'Université de Leipzig et après seulement six semestres, il a obtenu son premier emploi en tant que professeur de musique et chef de chœur à Spremberg. En 1714 on lui confie le poste de recteur de l'école locale, mais pas pour des raisons pédagogiques, mais parce que ce poste devait être donné à un Cantor.
En 1715, il est allé en tant que directeur de la musique à l'église de Freystadt (Basse-Silésie). En plus de son poste de cantor, Roemhildt devait enseigner au lycée, un lycée de 150 élèves. Deux ans plus tard, il a refusé un poste à Luckau et est resté jusqu'en 1726 à Freystadt.
Il est devenu maître de chapelle de la cour de Henri duc de Saxe (1661-1738) à Mersebourg, où il est décédé plus tard. Après la mort de l'organiste Georg Friedrich Kauffmann en 1735, Roemhildt a repris sa fonction. Le cantor de la cathédrale et de la ville était à cette époque August Friedrich Graun, l'aîné des frères Graun.
Le temps passé à Mersebourg correspond à une période de production très riche pour Roemhildt. Karl Theodor Paulke estime que quelque 200 œuvres vocales et pièces d'orgue ont été composées pendant cette période. Roemhildt a travaillé dans cette ville pendant 25 ans, comme organiste et maître de chapelle titulaire (le poste a été supprimé peu de temps après la mort du duc Henri en 1738). Il semble qu'il a exercé sa fonction jusqu'à sa mort. Cependant on a souvent écrit que durant les dernières années de Roemhildt, il a été remplacé par un certain Johann Elias Seydel, qui plus tard a concouru pour lui succéder.

## Roemhildt Societät
La Roemhildt Societät Bochum e.V. étudie la biographie et l'œuvre de Johann Theodor Roemhildt, édite en collaboration avec d'autres musicographes les œuvres existantes non encore publiées et s'est fixé l'objectif de faire connaître le compositeur.

## Œuvres
Le catalogue des œuvres (Roemhildt-Verzeichnis) de Johann Theodor Roemhildt a été répertorié par C. Ahrens et S. Dierke, chaque œuvre portant un numéro RoemV.
236 cantates nous sont parvenues, ainsi qu'une Passion selon saint Matthieu, 4 messes et des œuvres instrumentales diverses.

### Cantates (liste partielle)
- RoemV 1 - Bleib bei uns denn es will Abend werden, Kantate zum 2. Ostertag
- RoemV 2 - An Gott will ich gedenken
- RoemV 3 - Die Gottlosen werden in die ewige Pein gehen, Kantate zum 23. Sonntag nach Trinitatis
- RoemV 4 - Mein Valet ist schon gemacht, Kantate zum 23. Sonntag nach Trinitatis
- RoemV 5 - Muss nicht der Mensch immer im Streit sein, Kantate zum Sonntag Invocavit
- RoemV 6 - Herr vor dir ist alle meine Begierde, Kantate zum Sonntag Reminiscere
- RoemV 7 - Ermuntre dich mein ganz Gemüte, Kantate zum Sonntag Oculi, Bad Köstritz : Forschungs- und Gedenkstätte Heinrich-Schütz-Haus, 2007
- RoemV 8 - Wer ist der so von Edom kommt, Kantate zum Sonntag Palmarum
- RoemV 9 - Christus hat einmal für die Sünde gelitten, Kantate zum Sonntag Estomihi, Bad Köstritz : Forschungs- und Gedenkstätte Heinrich-Schütz-Haus, 2007
- RoemV 10 - Bleibe doch du ewiges Licht, Kantate zum 2. Ostertag
- RoemV 11 - Ach was soll ich Sünder machen, Kantate zum 3. Ostertag
- RoemV 12 - Jesu, schenk uns deinen Frieden, Kantate zum 3. Ostertag, Bad Köstritz : Forschungs- und Gedenkstätte Heinrich-Schütz-Haus, 2007
- RoemV 13 - Ich bin müde sprich doch Friede, Kantate zum Sonntag Quasimodogeniti
- RoemV 14 - Wohl dem dessen Hilfe der Gott Jacob ist, Kantate zum Sonntag Misericordias Domini
- RoemV 15 - Mein Abba kommt vor deinen Thron, Kantate zum Sonntag Rogate
- RoemV 16 - Bei dem Herrn ist die Gnade, Kantate zum Sonntag Exaudi, Bad Köstritz : Forschungs- und Gedenkstätte Heinrich-Schütz-Haus, 2007
- RoemV 17 - Nichts, gar nichts sind Menschenkinder, Kantate zum 1. Sonntag nach Trinitatis, Bad Köstritz : Forschungs- und Gedenkstätte Heinrich-Schütz-Haus, 2007
- RoemV 18 - Kommt, alles ist bereit, Kantate zum 2. Sonntag nach Trinitatis, Bad Köstritz : Forschungs- und Gedenkstätte Heinrich-Schütz-Haus, 2007
- RoemV 19 - Lasset uns hinzu treten mit Freudigkeit, Kantate zum 3. Sonntag nach Trinitatis
- RoemV 20 - Liebet eure Feinde segnet die euch fluchen, Kantate zum 4. Sonntag nach Trinitatis
- RoemV 21 - Ein Wort ist mir ins Herz geschrieben, Kantate zum 13. Sonntag nach Trinitatis
- RoemV 22 - Wohl dem der den Herren fürchtet, Kantate zum 15. Sonntag nach Trinitatis
- RoemV 23 - Das ist ein köstlich Ding, Kantate zum 14. Sonntag nach Trinitatis, Bad Köstritz : Forschungs- und Gedenkstätte Heinrich-Schütz-Haus, 2007
- RoemV 24 - Herrscher über Tod und Leben, Kantate zum 16. Sonntag nach Trinitatis
- RoemV 25 - Heilige uns Herr in deiner Wahrheit, Kantate zum 18. Sonntag nach Trinitatis
- RoemV 26 - Heilige uns Herr in deiner Wahrheit, Kantate zum 23. Sonntag nach Trinitatis
- RoemV 27 - Viele so unter der Erden schlafen, Kantate zum 26. Sonntag nach Trinitatis
- RoemV 28 - Ach dass die Hülffe aus Zion über Issrael käme, Adventskantate[1]
- RoemV 29 - Kommt ihr Herzen, kommt ihr Lippen, Kantate zum 2. Weihnachtstag
- RoemV 30 - Nun danket alle Gott, Kantate zum Sonntag nach Weihnachten
- RoemV 31 - Herr Gott dich loben alle wir, Kantate zum Johannistag
- RoemV 32 - Singet dem Herrn ein neues Lied, Kantate zum Michaelistag
- RoemV 33 - Victoria, frohlocke und jauchze, Kantate zu Ostern
- RoemV 34 - Weicht ihr Nächte meiner Sünden, Kantate zu Weihnachten
- RoemV 35 - Zeuch doch allerliebster Jesu, Kantate zum 1. Adventssonntag[1]
- RoemV 36 - Allen die in diesem Hause sind, Kantate zum Neujahrstag
- RoemV 37 - Ich muss mich taufen lassen, Kantate zum Sonntag Estomihi
- RoemV 38 - Denen die Gott lieben, Kantate zum 8. Sonntag nach Trinitatis
- RoemV 39 - Der Herr ist mein Licht und mein Heil, Kantate zum 4. Sonntag nach Trinitatis
- RoemV 40 - Kinder Gottes müssen klagen, Kantate zum 2. Weihnachtstag / zu Epiphanias
- RoemV 40a - Wahre Christen sind die Schafe, Kantate zum 2. Weihnachtstag / zu Epiphanias
- RoemV 40b - Christen geht zu Jesu Krippen, Kantate zum 2. Weihnachtstag / zu Epiphanias
- RoemV 40c - Gott hat diese Schul erbauet
- RoemV 41 - Gebet dem Kaiser was des Kaisers ist, Kantate zum 23. Sonntag nach Trinitatis
- RoemV 42 - Siehe ich komme bald, Kantate zum 2. Adventssonntag
- RoemV 43 - Bleibe fromm und halte dich recht, Kantate zum 3. Adventssonntag, Bad Köstritz : Forschungs- und Gedenkstätte Heinrich-Schütz-Haus, 2001
- RoemV 44 - Bereitet dem Herrn den Weg, Kantate zum 4. Adventssonntag
- RoemV 45 - Euch ist heute der Heiland geboren, Kantate zur Weihnacht, Bad Köstritz : Forschungs- und Gedenkstätte Heinrich-Schütz-Haus, 2007
- RoemV 46 - Jesu sei zum neuen Jahr, Kantate zum Neujahrstag
- RoemV 47 - Christus ist das wahrhaftige Licht, Kantate zu Epiphanias
- RoemV 48 - Die Gott suchen denen wird das Herz leben, Kantate zum 1. Sonntag nach Epiphanias
- RoemV 49 - Mein schwaches Fleisch und Blut, Kantate zum 2. Sonntag nach Epiphanias
- RoemV 50 - Herr so du willst kannst du mich wohl reinigen, Kantate zum 3. Sonntag nach Epiphanias
- RoemV 51 - Herr du belohnest die wohl, Kantate zum Sonntag Septuagesimae
- RoemV 52 - Da nahm Simeon Jesum auf seine Arme, Kantate zum Tag Reinigung Mariä
- RoemV 53 - Selig sind die Gottes Wort hören, Kantate zum Sonntag Sexagesimae
- RoemV 54 - Lasset uns mit Jesu ziehen, Kantate zum Sonntag Estomihi
- RoemV 55 - Gott aber sei Dank der uns den Sieg gegeben, Kantate zum Sonntag Invocavit
- RoemV 56 - Aus zion bricht hervor der schöne Glanz Gottes, Kantate zum Sonntag Reminiscere
- RoemV 57 - Selig sind die Gottes Wort hören, Kantate zum Sonntag Oculi
- RoemV 58 - Die Erlöseten des Herrn werden wieder kommen, Kantate zur Verkündigung Mariä
- RoemV 59 - Angenehmes Licht der Sonnen, Kantate zu Ostern
- RoemV 60 - Bleibe bei uns, denn es will Abend werden, Kantate zum 2. Ostertag, Bad Köstritz : Forschungs- und Gedenkstätte Heinrich-Schütz-Haus, 2007
- RoemV 61 - Er, der Herr des Friedens gebe, Kantate zum 3. Ostertag
- RoemV 62 - Ohn Glauben ists unmöglich Gott gefallen, Kantate zum Sonntag Quasimodogeniti
- RoemV 63 - Jauchzet dem Herrn alle Welt, Kantate zum Sonntag Misericordias Domini
- RoemV 64 - Dieser Zeit Leiden ist nicht wert, Kantate zum Sonntag Jubilate
- RoemV 65 - Ich werde schon geopfert, Kantate zum Sonntag Kantate
- RoemV 66 - Rufe mich an in der Not, Kantate zum Sonntag Rogate
- RoemV 67 - Der Gerechtigkeit Frucht wird Friede sein, Kantate zu Christi Himmelfahrt
- RoemV 68 - Ach Gott, wie manches Herzeleid, Kantate zum Sonntag Exaudi
- RoemV 69 - Ich werde euch trösten, Kantate zum Pfingstfest, Bad Köstritz : Forschungs- und Gedenkstätte Heinrich-Schütz-Haus, 2001
- RoemV 112 - Das neue Jahr ist kommen, Kantate zum Fest der Beschneidung Christi, Kassel: Bärenreiter-Verlag 1951
- RoemV 115 - Ich habe genug und bin vergnügt, Kantate zum Sonntag Septuagesimae, Berlin: Ev. Verlagsanstalt 1957
- RoemV 118 - Mein Jesu hilf mir siegen, Kantate zum Sonntag Invocavit, Nagold: Spaeth, Schmid 2005
- RoemV 122 - Mein Gott, bereite mich, Kantate zum Pfingstfest, Nagold: Spaeth, Schmid 2005
- RoemV 125a - Wertes Paar, euch zu vergnügen, Hochzeitskantate[2]
- RoemV 129 - Herr Jesu, deiner tröst ich mich, Kantate zum 6. Sonntag nach Trinitatis, Nagold: Spaeth, Schmid 2005
- RoemV 130a - Froh verbundne Zwei, Hochzeitskantate[2]
- RoemV 144 - Ich freu mich dess, dass mir geredt ist, Adventskantate[1]
- RoemV 151 - Auf meinen lieben Gott - Kantate zum Sonntag nach Neujahr, Berlin: Ev. Verlagsanstalt, 1955
- RoemV 163 - So hat mein Jesu nun gesieget, Kantate zum Osterfest, Bad Köstritz : Forschungs- und Gedenkstätte Heinrich-Schütz-Haus, 2002
- RoemV 229 - Weine nicht, Gott sorgt für Dich, Hochzeitskantate[2]
- RoemV 230 - Wenn zwei festverknüpfte Seelen, Hochzeitskantate[2]

### Motets, Messes, Passion
- RoemV 237 - Ist Gott für mich, Motet[3]
- RoemV 238 - Messe D-Dur[4]
- RoemV 239 - Missa brevis C-Dur[4]
- RoemV 240 - Das längste Kyrie[4]
- RoemV 241 - Missa brevis C-Dur[4]
- RoemV 242 - Matthäus-Passion, révisée par Karl Paulke 1921, Verlag C. Hofius 2009[5]

### Œuvres instrumentales
- RoemV 243, 1 - Nun freut euch liebe Christen gmein, Choralvorspiel[6]
- RoemV 243, 1a - Präludium ex G[6]
- RoemV 243, 2 - Es ist das Heil uns kommen her, Choralvorspiel[6]
- RoemV 243, 3 - Präludium[6]
- RoemV 243, 4 - Präludium ex Es[6]
- RoemV 243, 5 - Präludium ex P[6]
- RoemV 243, 6 - Präludium in B[6]
- RoemV 243, 7 - Präludium Ex D[6]
- RoemV 243, 8 - Präludium g-moll[6]
- RoemV 243, 9 - Präludium ex P[6]
- RoemV 243, 10 - Präludium ex G-Dur[6]
- RoemV 243, 11 - Präludium zum Eingange für Orgel G-Dur, Bärenreiter Kassel 2007[7],[6]
- RoemV 243, 12 - Präludium für Orgel F-Dur, Bärenreiter Kassel 2007[7],[6]
- RoemV 243, 13 - Präludium für Orgel F-Dur, Bärenreiter Kassel 2007[7],[6]
- RoemV 243, 14 - Präludium[6]
- RoemV 243, 15 - Präludium ex G[6]
- RoemV 243, 16 - Präludium ex D[6]
- RoemV 243, 17 - Präludium[6]
- RoemV 243, 18 - Präludium E-moll[6]
- RoemV 243, 19 - Präludium für Orgel F-Dur, Bärenreiter Kassel 2007[7],[6]
- RoemV 243, 20 - Präludium F-Dur[6]
- RoemV 243, 21 - Präludium e-moll[6]
- RoemV 243, 22 - Präludium zum Eingange[6]
- RoemV 244 - Partia in G-Dur für Violine, Violoncello und obligates Cembalo[6]